# Ballon (Irlanda)
Ballon (in irlandese: Ballana ) è un villaggio nella contea di Carlow, in Irlanda.